# Kwitnący sad
Kwitnący sad (ros. Чудесный сад) – radziecki krótkometrażowy film animowany z 1962 roku w reżyserii Aleksandry Snieżko-Błockiej oparty na kazachskiej bajce o biednym Asanie, który razem z ptakami posadził na pustyni cienisty sad.

## Fabuła
Wędrując po pustyni dwaj Kazachowie znaleźli złoto. Napełniło ono radością wielu ludzi, pomagając przy tym zrealizować marzenia bohaterów. Zgodnie z ich życzeniem na stepie zakwitły drzewa owocowe, zapowiadające wieczne szczęście i dostatek.

## Obsada (głosy)
- Władimir Władisławski jako mędrzec
- Kłara Rumianowa jako Asan
- Jewgienij Wiesnik jako Jermek
- Leonid Pirogow jako han
- Erast Garin

## Animatorzy
Jelizawieta Komowa, Wadim Dołgich, Tatjana Fiodorowa, Marija Motruk, Władimir Arbiekow, Faina Jepifanowa, Boris Czani, Boris Butakow, Władimir Krumin, Antonia Korowina